# George Antonius
Pour les articles homonymes, voir Antonius.
George Khabib Antonius (جورج أنطونيوس), né le 19 octobre 1891 à Deir-el-Qamar et mort le 21 mai 1942 à Jérusalem, est le premier historien à s'être intéressé au nationalisme arabe.

## Biographie
Né de parents libanais chrétiens orthodoxes établis en Égypte en 1902, il a vécu plus de vingt ans dans la Palestine mandataire.
En 1938, il écrit le livre The Arab Awakening pendant l'arrivée en masse des Juifs venus d'Europe.
Pour lui, le nationalisme arabe trouve son origine dans l'action menée par Mehemet Ali, pacha d'Égypte. Il a notamment expliqué que le nationalisme arabe est une idéologie qui s'est développée avec le soutien de l'Occident, grâce aux écoles des missionnaires protestants. Pour lui, l'université américaine de Beyrouth a joué un rôle important dans le développement de ce nationalisme.[réf. nécessaire].

## Ouvrages
- (en) George Antonius, The Arab Awakening : The Story Of The Arab National Movement, Pickle Partners Publishing, 6 novembre 2015 (ISBN 978-1-78625-671-3, lire en ligne)